# Lucas Vázquez
Pour les articles homonymes, voir Vázquez.
Vázquez  Iglesias est un nom espagnol. Le premier nom de famille, en général paternel, est Vázquez ; le second, en général maternel, souvent omis, est Iglesias.
Lucas Vázquez Iglesias, né le 1er juillet 1991 à Curtis, est un footballeur international espagnol formé au poste de milieu relayeur, évoluant au poste d'ailier ou de défenseur droit.

## Biographie

### Carrière professionnelle

#### En club
Vázquez est formé au Real Madrid CF et fait ses débuts senior avec l'équipe C durant la saison 2010-2011 puis le Real Madrid Castilla, l'équipe réserve, dès la saison 2011-2012. Il y demeure trois ans, marquant quinze buts en quatre-vingt-douze matchs.   
Vázquez est prêté au RCD Espanyol pour la saison 2014-2015. Peu à peu, il s'affirme comme un talent du championnat, distillant six passes pour ses coéquipiers. Sa bonne saison lui ouvre des portes vers plusieurs clubs espagnols et anglais. L'Espanyol active alors son option d'achat de 2 millions d'euros, mais le Real active aussitôt son option de rachat d'1 million d'euros.
De retour au Real Madrid en saison 2015-2016, Vázquez impressionne son monde, grâce à ses entrées décisives en cours de match. Lors du huitième de finale retour de Ligue des champions, alors que Madrid n'arrive pas à marquer contre l'AS Roma, Zinédine Zidane remplace Gareth Bale par Vázquez et il sera ensuite impliqué dans les deux buts victorieux de l'équipe dont une passe décisive pour Cristiano Ronaldo. Entré en seconde période de la finale contre l'Atlético de Madrid, Vázquez montre un bon visage. La rencontre se finissant aux tirs au but, le milieu transforme le premier penalty madrilène avant de voir Ronaldo donner la onzième victoire dans la compétition au Real.

#### En sélection nationale
Vázquez est convoqué pour la première fois en équipe d'Espagne en juin 2016 par Vicente del Bosque. Membre d'une liste provisoire de 25 joueurs espagnols sélectionnés pour disputer l'Euro 2016 alors qu'il n'a jamais honoré de sélections, il fait pourtant partie de la liste définitive de 23 joueurs annoncée le 31 mai. 
Le 7 juin 2016, Vázquez débute en sélection, lancé titulaire par Del Bosque lors d'une défaite 1-0 contre la Géorgie en amical. Le joueur traverse l'Euro dans le rôle de remplaçant et ne joue aucun match de la phase de poules. Il prend part aux vingt dernières minutes de la défaite 2-0 contre l'Italie en huitièmes de finale, synonyme d'élimination pour l'Espagne.
Vázquez est convoqué par Julen Lopetegui pour disputer la Coupe du monde 2018 en Russie. Remplaçant entré en jeu face au Portugal de son ancien coéquipier Cristiano Ronaldo, il est titularisé par Fernando Hierro, sélectionneur intérim, lors du succès 1-0 aux dépens de l'Iran. La Roja est éliminée en huitièmes de finale par la Russie, pays hôte de la compétition, alors que Vázquez est sur le banc.

### Vie privée
Le 18 juin 2017, il épouse Macarena Rodríguez avec qui il est en couple depuis le 3 février 2012. Le 1er janvier 2018, le couple annonce attendre son premier enfant sur leurs comptes Instagram.

## Statistiques

### En club
| Saison                | Club                  | Championnat           | Championnat | Championnat | Championnat | Coupe(s) nationale(s) | Coupe(s) nationale(s) | Coupe(s) nationale(s) | Supercoupe | Supercoupe | Supercoupe | Compétition(s) continentale(s) | Compétition(s) continentale(s) | Compétition(s) continentale(s) | Compétition(s) continentale(s) | Supercoupe UEFA | Supercoupe UEFA | Supercoupe UEFA | Autres compétitions | Autres compétitions | Autres compétitions | Autres compétitions | Total | Total | Total |
| Saison                | Club                  | Division              | M.          | B.          | P.d.        | M.                    | B.                    | P.d.                  | M.         | B.         | P.d.       | Comp.                          | M.                             | B.                             | P.d.                           | M.              | B.              | P.d.            | Comp.               | M.                  | B.                  | P.d.                | M.    | B.    | P.d.  |
| 2011-2012             | Real Madrid Castilla  | Segunda B             | 26          | 4           | 1           | -                     | -                     | -                     | -          | -          | -          | -                              | -                              | -                              | -                              | -               | -               | -               | -                   | -                   | -                   | -                   | 26    | 4     | 1     |
| 2012-2013             | Real Madrid Castilla  | Liga Adelante         | 26          | 3           | 1           | -                     | -                     | -                     | -          | -          | -          | -                              | -                              | -                              | -                              | -               | -               | -               | -                   | -                   | -                   | -                   | 26    | 3     | 1     |
| 2013-2014             | Real Madrid Castilla  | Liga Adelante         | 40          | 8           | 6           | -                     | -                     | -                     | -          | -          | -          | -                              | -                              | -                              | -                              | -               | -               | -               | -                   | -                   | -                   | -                   | 40    | 8     | 6     |
| Sous-total            | Sous-total            | Sous-total            | 92          | 15          | 8           | -                     | -                     | -                     | -          | -          | -          | -                              | -                              | -                              | -                              | -               | -               | -               | -                   | -                   | -                   | -                   | 92    | 15    | 8     |
| 2014-2015             | RCD Espanyol (prêt)   | Liga                  | 33          | 3           | 6           | 6                     | 1                     | 1                     | -          | -          | -          | -                              | -                              | -                              | -                              | -               | -               | -               | -                   | -                   | -                   | -                   | 39    | 4     | 7     |
| 2015-2016             | Real Madrid           | Liga                  | 25          | 4           | 6           | 1                     | 0                     | 0                     | -          | -          | -          | C1                             | 7                              | 0                              | 2                              | -               | -               | -               | -                   | -                   | -                   | -                   | 33    | 4     | 8     |
| 2016-2017             | Real Madrid           | Liga                  | 33          | 2           | 7           | 4                     | 1                     | 2                     | -          | -          | -          | C1                             | 10                             | 1                              | 1                              | 1               | 0               | 1               | CMC                 | 2                   | 0                   | 0                   | 50    | 4     | 11    |
| 2017-2018             | Real Madrid           | Liga                  | 33          | 4           | 7           | 5                     | 3                     | 1                     | 2          | 0          | 1          | C1                             | 10                             | 1                              | 2                              | 1               | 0               | 0               | CMC                 | 2                   | 0                   | 1                   | 53    | 8     | 12    |
| 2018-2019             | Real Madrid           | Liga                  | 31          | 1           | 3           | 7                     | 3                     | 0                     | -          | -          | -          | C1                             | 6                              | 1                              | 1                              | 1               | 0               | 0               | CMC                 | 2                   | 0                   | 0                   | 47    | 5     | 4     |
| 2019-2020             | Real Madrid           | Liga                  | 18          | 2           | 1           | 1                     | 1                     | 0                     | -          | -          | -          | C1                             | 4                              | 0                              | 0                              | -               | -               | -               | -                   | -                   | -                   | -                   | 23    | 3     | 1     |
| 2020-2021             | Real Madrid           | Liga                  | 24          | 2           | 5           | 1                     | 0                     | 0                     | 1          | 0          | 0          | C1                             | 8                              | 0                              | 2                              | -               | -               | -               | -                   | -                   | -                   | -                   | 34    | 2     | 7     |
| 2021-2022             | Real Madrid           | Liga                  | 29          | 3           | 0           | 2                     | 0                     | 0                     | 2          | 0          | 0          | C1                             | 8                              | 0                              | 0                              | -               | -               | -               | -                   | -                   | -                   | -                   | 41    | 3     | 0     |
| 2022-2023             | Real Madrid           | Liga                  | 23          | 4           | 1           | 1                     | 0                     | 0                     | 1          | 0          | 0          | C1                             | 5                              | 0                              | 1                              | 0               | 0               | 0               | CMC                 | -                   | -                   | -                   | 30    | 4     | 2     |
| 2023-2024             | Real Madrid           | Liga                  | 29          | 3           | 6           | -                     | -                     | -                     | -          | -          | -          | C1                             | 9                              | 0                              | 1                              | -               | -               | -               | -                   | -                   | -                   | -                   | 38    | 3     | 7     |
| 2024-2025             | Real Madrid           | Liga                  | 32          | 1           | 5           | 5                     | 0                     | 0                     | 2          | 0          | 1          | C1                             | 10                             | 1                              | 1                              | 1               | 0               | 0               | CIC+ CMC            | 1+2                 | 0                   | 0                   | 53    | 2     | 7     |
| Sous-total            | Sous-total            | Sous-total            | 277         | 26          | 40          | 27                    | 8                     | 3                     | 8          | 0          | 2          | -                              | 77                             | 4                              | 11                             | 4               | 0               | 1               | -                   | 9                   | 0                   | 1                   | 402   | 38    | 58    |
| Total sur la carrière | Total sur la carrière | Total sur la carrière | 402         | 44          | 54          | 33                    | 9                     | 4                     | 8          | 0          | 2          | -                              | 77                             | 4                              | 11                             | 4               | 0               | 1               | -                   | 9                   | 0                   | 1                   | 533   | 57    | 73    |

### En sélection nationale
| Saison                | Sélection             | Phases finales        | Phases finales | Phases finales | Phases finales | Éliminatoires CDM | Éliminatoires CDM | Éliminatoires CDM | Matchs amicaux | Matchs amicaux | Matchs amicaux | Total | Total | Total |
| Saison                | Sélection             | Compétition           | M              | B              | Pd             | M                 | B                 | Pd                | M              | B              | Pd             | M     | B     | Pd    |
| --------------------- | --------------------- | --------------------- | -------------- | -------------- | -------------- | ----------------- | ----------------- | ----------------- | -------------- | -------------- | -------------- | ----- | ----- | ----- |
| 2015-2016             | Espagne               | Euro 2016             | 1              | 0              | 0              | -                 | -                 | -                 | 1              | 0              | 0              | 2     | 0     | 0     |
| 2016-2017             | Espagne               | -                     | -              | -              | -              | 0                 | 0                 | 0                 | 1              | 0              | 0              | 1     | 0     | 0     |
| 2017-2018             | Espagne               | Coupe du monde 2018   | 2              | 0              | 0              | 0                 | 0                 | 0                 | 4              | 0              | 0              | 6     | 0     | 0     |
| Total sur la carrière | Total sur la carrière | Total sur la carrière | 3              | 0              | 0              | 0                 | 0                 | 0                 | 6              | 0              | 0              | 9     | 0     | 0     |

## Palmarès
| Real Madrid Castilla (1)                  | Real Madrid (20) | Équipe d'Espagne (0) |
| ----------------------------------------- | --- | -------------------- |
| Segunda División B (1) - Champion en 2012 | - Championnat d'Espagne (4) - Champion en 2017, 2020, 2022 et 2024 - Supercoupe d'Espagne (3) - Vainqueur en 2017, 2022 et 2025 - Ligue des champions (5) - Vainqueur en 2016, 2017, 2018, 2022 et 2024 - Supercoupe de l'UEFA (4) - Vainqueur en 2016, 2017, 2022 et 2024 - Finaliste en 2018 - Coupe du monde des clubs de la FIFA (3) - Vainqueur en 2016, 2017 et 2018 - Coupe d'Espagne (1) : - Vainqueur : 2023 - Coupe intercontinentale de la FIFA (1) - Vainqueur : 2024 |                      |